# نقیب‌الله محبت
نقیب الله محبت (زاده ۱۳۴۰ ولسوالی مهترلام - ولایت لغمان) سیاستمدار افغانستانی و نماینده مردم ولایت لغمان در دوره شانزدهم مجلس نمایندگان است. وی در مجلس شانزدهم نمایندگان افغانستان عضو کمیسیون مبارزه با موادمخدر، مسکرات و فساد اخلاقی می‌باشد.

## زندگی‌نامه
نقیب الله محبت زاده ۱۳۴۰ از ولسوالی مهترلام ولایت لغمان است. وی تحصیلات متوسطه خود را در لیسه/دبیرستان روشان ولایت لغمان به پایان برده و در دانشگاه نظامی حزب اسلامی تعلیمات نظامی را آموزش
دیده‌است.

## دیگر فعالیت‌ها
دیگر فعالیت‌های وی:
- قوماندان حزب اسلامی در زون شرق.
- قوماندان امنیه لغمان.
- رهبر مؤسسه مین روبی ATC (۱۳۷۱–۱۳۸۰).
- قوماندان فرقه ۱۰۰ لغمان (۱۳۸۲).
- عضو لویه جرگه قانون اساسی.